# Cocoseae
Die Cocoseae sind eine Tribus der Palmengewächse (Arecaceae). Ihr charakteristisches Merkmal sind die drei oder mehr deutlich erkennbare Keimporen im Endokarp der Früchte. 

## Merkmale

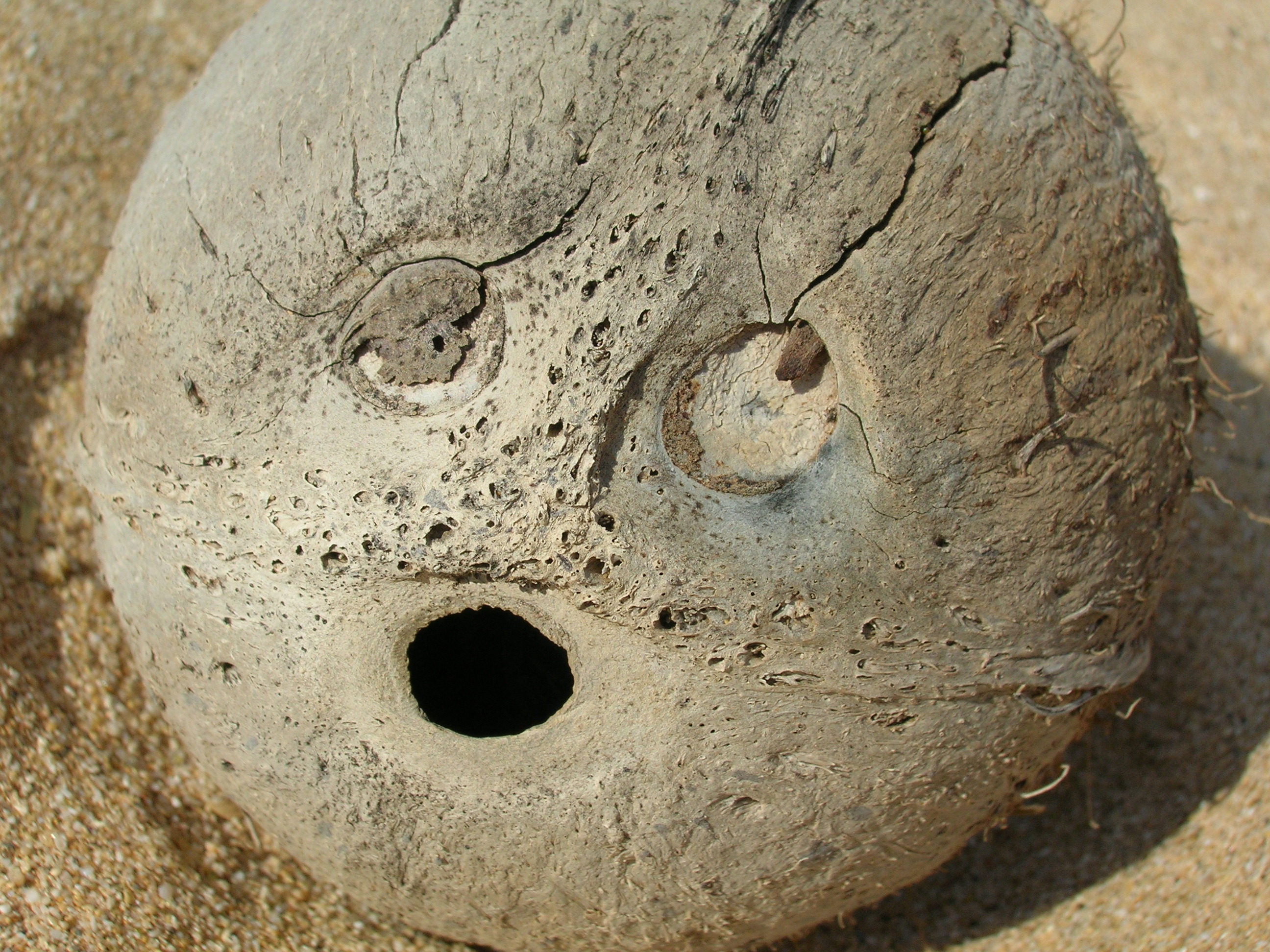
Die drei Keimporen der Früchte, charakteristisches Merkmal der Cocoseae (hier der Kokospalme)

Die Vertreter der Cocoseae sind zierliche bis stattliche, stammlose, aufrechte oder kletternde Palmen. Ein Kronschaft fehlt. Die Blätter sind gefiedert oder fiederig geädert. Die Faltung ist reduplicat, die Fiederblättchen sind am Ende spitz, gelappt oder ausgerissen. Der Blütenstand ist ein- oder zweigeschlechtig, eine Ähre oder ein bis höchstens zweimal verzweigt. Der Blütenstand trägt ein kurzes Vorblatt, das meist in den Blattscheiden verborgen bleibt. Das Hochblatt am Blütenstandsstiel ist meist sehr viel größer, häufig dick und holzig („Spatha“). Die Blüten stehen an der Oberfläche der blütentragenden Achsen, manchmal auch in Gruben. Die Kronblätter der weiblichen Blüten sind imbricat oder verwachsen. Die Staminodien sind meist zu einem auffälligen Ring verwachsen. Die Früchte sind bei einigen Vertretern sehr groß. Sie enthalten einen bis mehrere Samen und sind nie gelappt. Das Endokarp trägt drei oder mehr ausgeprägte Poren.

## Verbreitung
Die Arten der Tribus Cocoseae kommen fast weltweit in den Tropen vor. Ihr Schwerpunkt liegt dabei in der Neuen Welt, einige Vertreter sind jedoch auch altweltlich. 

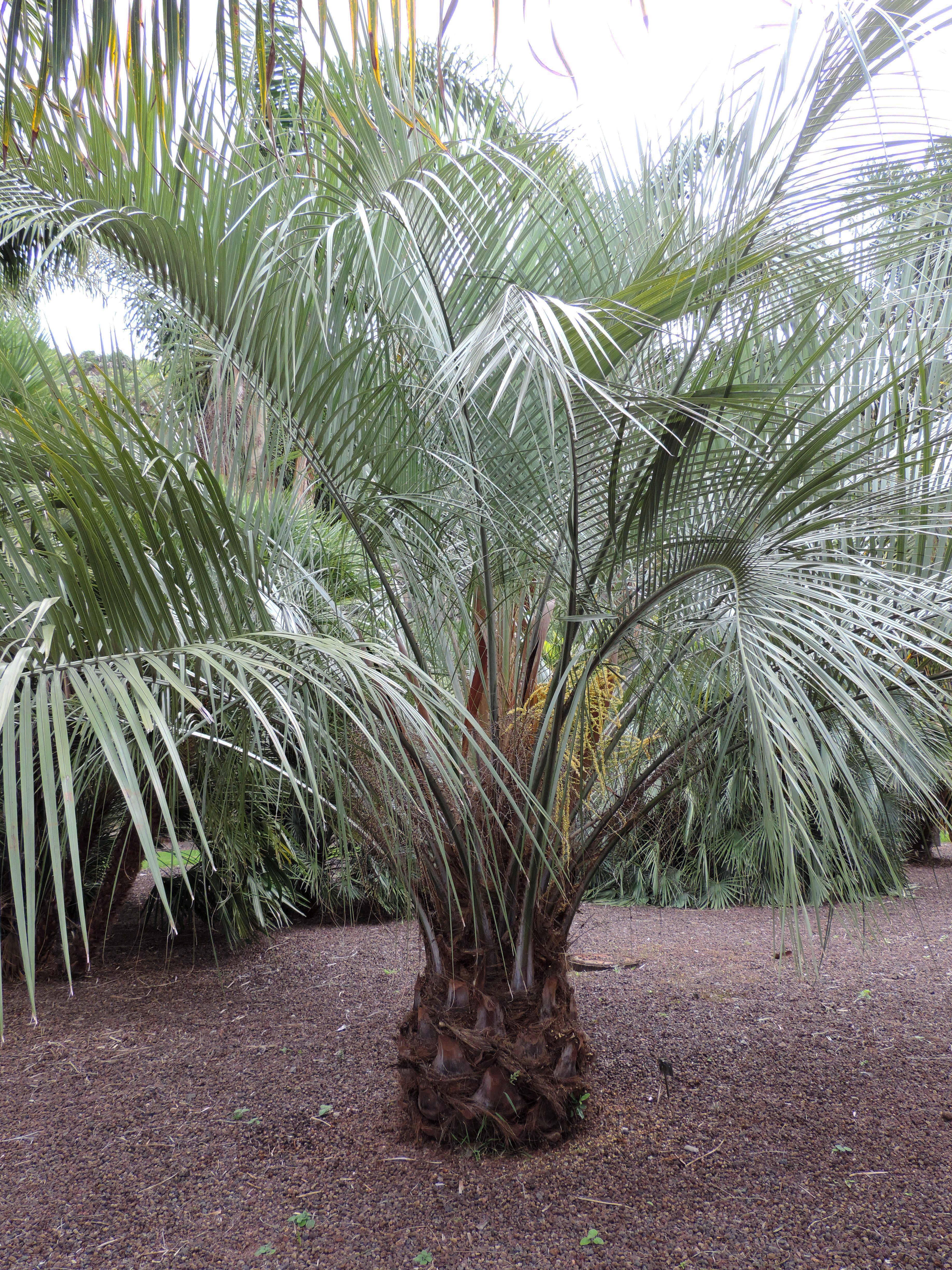
Butia eriospatha

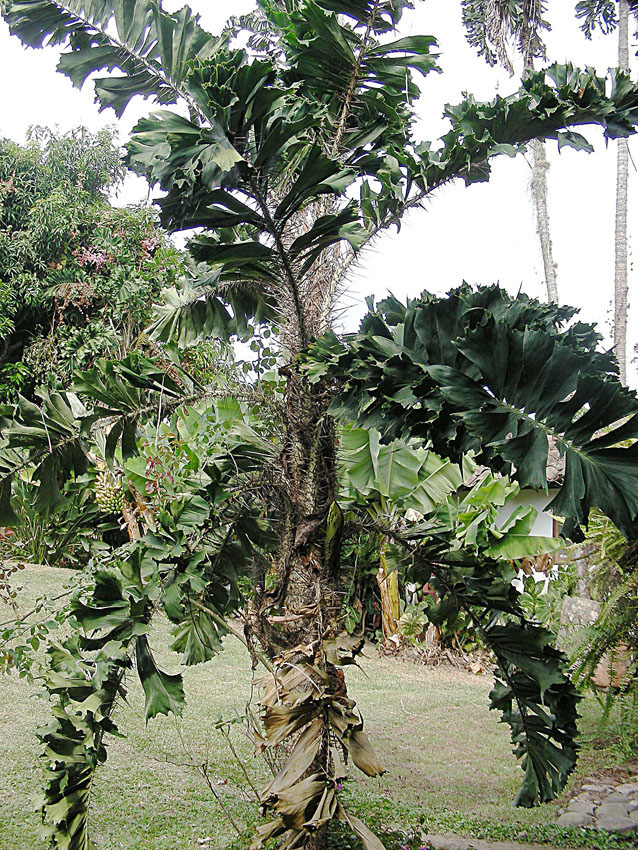
Aiphanes horrida

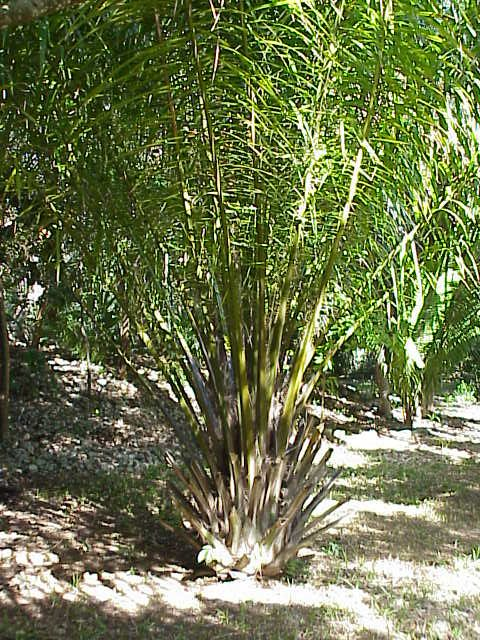
Ölpalme (Elaeis guineensis)

## Systematik
Die Cocoseae im Sinne von Dransfield et al. 2008 werden in den meisten Studien als natürliche Verwandtschaftsgruppe (Monophylum) identifiziert. Sie systematische Stellung innerhalb der Arecoideae ist noch unklar. Unterschiedliche Studien sehen sie als Schwestergruppe der Reinhardtieae, als Schwestergruppe der Gruppe aus Reinhardtieae und Roystoneeae, oder als Schwestergruppe der Oranieae. 
Die Tribus wird in drei Subtriben untergliedert. Alle drei sind monophyletisch. Bactridinae und Elaeidinae sind dabei Schwestergruppen.

### Subtribus Attaleinae
Die Vertreter der Attaleinae sind unbewehrte, stammlose oder aufrechte, zierliche bis sehr große Palmen. Die weiblichen Blüten sind nicht oder nur wenig in die Achse eingesenkt. Das Hochblatt am Blütenstandsstiel ist holzig.   
- Allagoptera Nees
- Attalea Kunth
- Geleepalmen (Butia (Becc.) Becc.)
- Beccariophoenix Jum. & H.Perrier: Es gibt seit 2014 etwa drei Arten, die nur in Madagaskar vorkommen[2] darunter:
  - Beccariophoenix alfredii Rakotoarin., Ranariv. & J.Dransf.: Sie wurde 2007 erstbeschrieben und ist nur vom Typusfundort im südwestlichen Antsirabe bekannt.[2]
- Kokospalme (Cocos L.)
- Honigpalme (Jubaea Kunth)
- Jubaeopsis Becc.: Es gibt nur eine Art:
  - Jubaeopsis caffra Becc.: Dieser Endemit kommt nur an den Flüssen Mtentu sowie Msikaba in der südafrikanischen Provinz Ostkap vor.[3]
- Lytocaryum Toledo
- Parajubaea Burret: Es gibt ein bis drei Arten im westlichen Südamerika in den Anden.[1] Darunter:
  - Parajubaea torallyi (Mart.) Burret
- Syagrus Mart.
- Voanioala J.Dransf.: Es gibt nur eine Art:
  - Voanioala gerardii J.Dransf.: Dieser Endemit ist nur von zwei bis fünf Fundorten kommt im nordöstlichen Madagaskar bekannt und gilt als „Critically Endangered“ = „vom Aussterben bedroht“.[4]

### Subtribus Bactridinae
Die Bactridinae sind bewehrte Palmen, bei denen einige oder alle Pflanzenteile mit weichen bis steifen Stacheln besetzt sind. Selten (Bactris) sind sie unbewehrt, dann haben die weiblichen Blüten stets verwachsende Kronblätter. 
- Acrocomia Mart.
- Astrocaryum G.Mey.
- Stachelpalmen (Aiphanes Willd.)
- Bactris Jacq. ex Scop.
- Desmoncus Mart.: Die etwa 24 Arten sind in der Neotropis verbreitet.

### Subtribus Elaeidinae
Die Elaeidinae sind unbewehrte, mittelgroße bis große Palmen, bei denen die weiblichen Blüten tief in die Achse eingesunken sind. Die Blattstiele sind meist mit faserigen Stacheln besetzt. Das Hochblatt am Blütenstandsstiel ist faserig oder mehr oder weniger holzig.
- Barcella (Trail) Drude: Es gibt nur eine Art:
  - Barcella odora (Trail) Drude
- Ölpalmen (Elaeis Jacq.)